# Вольфганг Нордвіг
Во́льфганг Но́рдвіг (нім. Wolfgang Nordwig; нар. 27 серпня 1943) — німецький легкоатлет, який спеціалізувався у стрибках з жердиною.
На міжнародних змаганнях представляв Німецьку Демократичну Республіку.

## З життєпису
Олімпійський чемпіон зі стрибків з жердиною (1972). Бронзовий олімпійський призер (1972).
Чемпіон Універсіади (1970).
Триразовий чемпіон Європи (1966, 1969, 1971).
Чотириразовий чемпіон Європи в приміщенні (1968, 1969, 1971, 1972). Бронзовий призер чемпіонатів Європи в приміщенні (1967, 1970).
Тричі вигравав змагання зі стрибків з жердиною на Кубках Європи (1965, 1967, 1970).
8-разовий чемпіон НДР (1965—1972). 7-разовий чемпіон НДР у приміщенні (1964—1966, 1969—1972).
Автор чотирьох рекордів Європи у стрибках з жердиною — 5,23 (1966), 5,40 (1968), 5,45 та 5,46 (обидва — 1970). Останні два результати були також ратифіковані як світові рекорди.

## Визнання
- Спортсмен року НДР (1972)